# Авель (Васильев)
Монах Авель (в миру Василий Васильев; 18 марта 1757, Акулово, Алексинский уезд, Тульская провинция — 29 ноября 1841, Суздаль, Владимирская губерния) — русский православный монах, предсказавший, согласно некоторым источникам, целый ряд исторических событий второй половины XVIII и последующих веков, в том числе даты и обстоятельства смерти российских самодержцев, начиная с Екатерины II, общественные потрясения и войны.

## Биография
Никаких официальных документов о жизни монаха Авеля не сохранилось. Приведённая здесь биография излагается в соответствии с первым печатным сообщением об Авеле, вышедшим без указания авторства в конце XIX века (см. ниже).
Василий Васильев родился 18 марта 1757 года в деревне Акулово Алексинского уезда Тульской провинции Московской губернии (ныне деревня не существует, территория находится в Заокском районе Тульской области) в семье хлебопашца и коновала Василия и его жены Ксении. Был одним из девятерых детей.
В детстве и юношестве работал плотником в Кременчуге и Херсоне. Пережив в юные годы тяжёлую болезнь, решил уйти в монастырь. Однако не получил благословения родителей. В 1774 году женился «против воли».
В 1785 году тайно ушёл из деревни, оставив жену и троих детей. Получив откупную у своего барина, Льва Нарышкина, добрался до Валаамского монастыря, где принял постриг. В монастыре прожил только год и затем он «взем от игумена благословение и отыде в пустыню». После нескольких видений монах Авель окончательно ушёл из Валаамского монастыря и отправился по миру. После девяти лет скитаний остановился в Николо-Бабаевском монастыре Костромской епархии, где написал свою первую пророческую книгу. В ней говорилось о том, что императрица Екатерина II скончается через восемь месяцев. Епископ Костромской и Галицкий Павел, которому была показана эта книга, решил сдать монаха в руки губернатора, который посадил Авеля в острог и затем отправил в Санкт-Петербург.
В Петербурге о нём было доложено императрице. Екатерина II пожалела монаха и вместо казни велела посадить Авеля в Шлиссельбургскую крепость. Вскоре, однако, предсказание сбылось, на престол взошёл Павел I.
Впоследствии монах Авель был сослан в Кострому, где предсказал дату смерти нового императора, за что 12 мая 1800 года был заключён в Алексеевский равелин Петропавловской крепости.

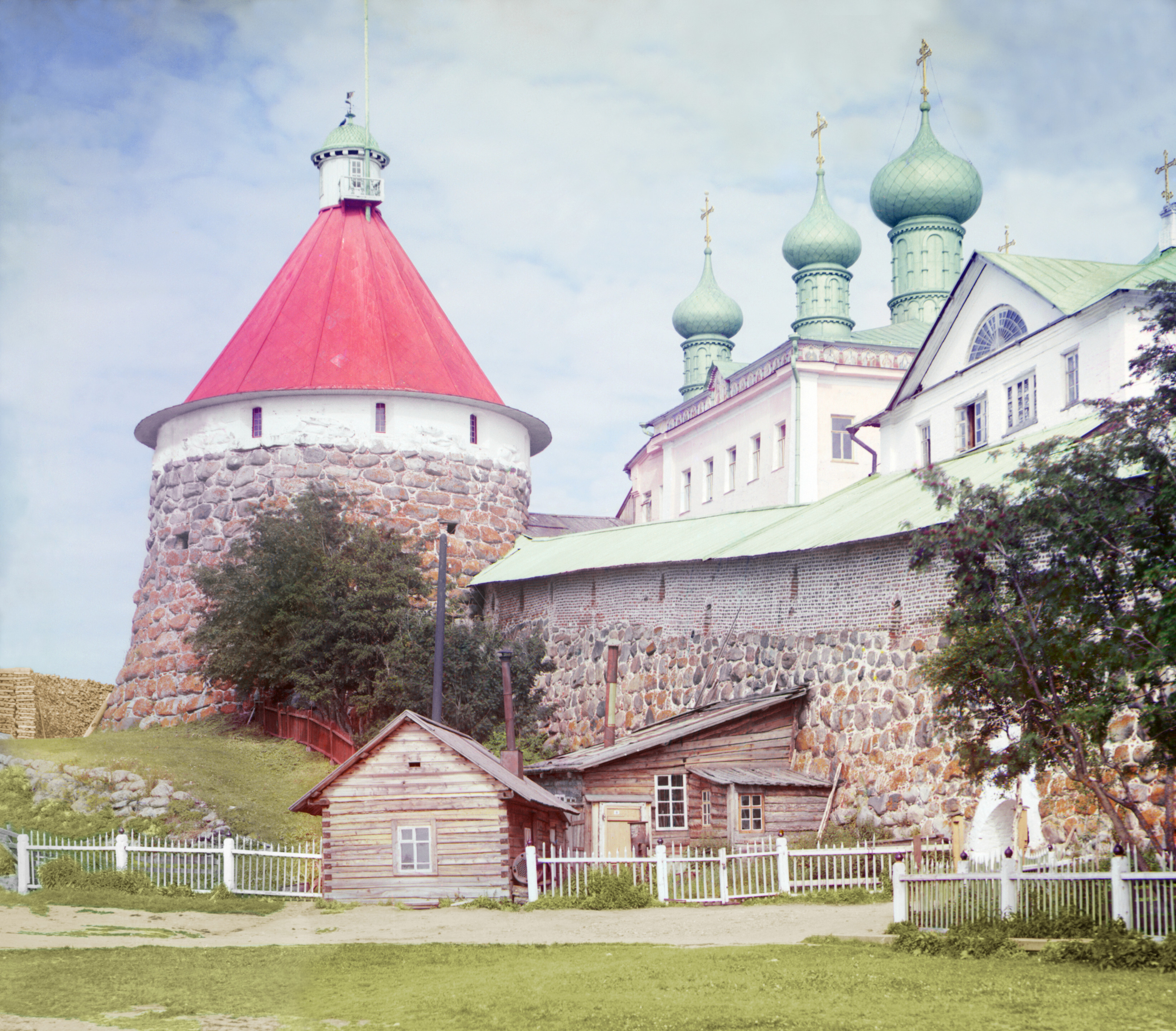
Соловецкий монастырь

После смерти Павла I монах Авель был сослан в Соловецкий монастырь, который ему было запрещено покидать. В монастыре монах написал новую книгу, в которой предсказал сожжение Москвы французами. После того как предсказание свершилось, Александр I велел освободить Авеля. Летом 1813 года монах побывал в Санкт-Петербурге, впоследствии на Афоне, в Константинополе, Иерусалиме. После странствий Авель поселился в Троице-Сергиевой Лавре.
24 октября 1823 года он поступает в Серпуховской Высоцкий монастырь. Опасаясь преследований, в июне 1826 года покинул его, был задержан в Тульской губернии и заключён по приказанию императора Николая I в суздальский Спасо-Евфимиев монастырь.
Скончался 29 ноября 1841 года, погребён в Суздале, за алтарём Никольской церкви Спасо-Евфимиева монастыря.
В приписываемых Авелю сочинениях приводится ряд других предсказаний: свержение монархии в России, обе мировые войны, Гражданская война в России.

## Предсказания, приписываемые Авелю
- О России будущего: «Принесёт великан на плечах наполовину лысого, наполовину волосатого из южного рода. Он долго останется неизвестным, а потом станет исполнять роль слуги. Он дважды сменит внешность. Большие бедствия потерпит от него Русь, он погибнет от смертельной раны. При его правлении будут две войны на Прометеевых горах длительностью 15 лет, там появится полумесяц, и третья Таврическая война, разорванная Таврида будет кровоточить. А также трёхкратное поднятие на гору. И потом посадят на престол несмышленого юношу, но вскоре его вместе со свитой объявят самозванцами и прогонят. И придут самые страшные для Руси десять царей на час, тридцать тиранов на час: человек со шлемом и забралом, не раскрывает своего лица; безликий меченосец, закованный в кольчугу, проливающий кровь; человек из болота, а глаза его отливают зеленью, будет у власти, когда у него сойдутся две пятёрки; он упадёт, но опять поднимется до высот и станет мстить всем за унижение, его долго не смогут свалить, но потом он будет сброшен в бездну; другой будет длинноносым, ненавистным всем, но сплотит вокруг себя большую силу; человек, сидящий на двух престолах соблазнит ещё пять таких же, как он, но на четвёртой ступеньке лестницы они упадут бесславно; человек с нечистой кожей, он будет наполовину лысый наполовину волосатый; мелькнёт метеором меченый; на смену ему придёт хромой, искалеченный, который будет страшно цепляться за власть; затем великая дама с золотыми волосами приведёт тройку золотых колесниц. На самом юге чёрного арапского царства возникнет вождь в голубой чалме. Будет он метать страшные молнии и многие страны превратит в пепел. Будет большая изнурительная война креста с полумесяцем, в которую вмешаются мавры продолжительностью в 15 лет. Разрушится Карфаген, который будет воскрешён и князь Карфагена будет третьим столпом объединения войск полумесяца. В этой войне будет три волны — туда и обратно. Когда страшная гибель будет грозить всем придёт он, Стремительный Государь, Великий Всадник, недолго правящий Великий Гончар. Будет он душой и помыслами чист и обрушит меч свой на разбойников и воров. Ни один не избежит расправы или позора. Пять бояр, близких к царю, будут преданы суду. Первый боярин судья. Второй боярин бежит за границу и будет там пойман. Третий будет воевода. Четвёртым будет рыжий. Пятого боярина найдут мёртвым в своей постели. Начнётся Великое обновление. На Руси будет великая радость возвращение короны и принятие под корону всего большого древа. Три ветви древа сольются воедино после бегства бесовского и единое древо будет. Велика потом будет Россия, сбросив иго безбожное»[11][12][13][нет в источнике][неавторитетный источник].

## Гатчинский ларец
Существует также предание, согласно которому Павел I записал предсказания Авеля, касающиеся царствующей династии, и запечатал их во дворце в Гатчине. Ларец он приказал открыть только через 100 лет после его смерти. Ларец был открыт Николаем II 12 марта 1901 г. По преданию, в ларце содержалось пророчество о гибели императорской семьи и о прекращении династии Романовых в 1918 г.. В качестве свидетельства приводятся рассказы обер-камер-фрау жены Николая II Александры Федоровны, Марии Федоровны Герингер, урождённой Аделунг, опубликованные Нилусом С.А. в книге «На берегу реки Божьей». В книге, представлявшей собой дневниковые записи и сборники воспоминаний, Нилус С. А. писал: «По должности своей … ей была близко известна самая интимная сторона царской семейной жизни, и потому представляется чрезвычайно ценным, то что мне известно из уст этой достойной женщины». Далее автор приводит два рассказа Герингер М. Ф. Первый рассказ о поездке в Гатчину и вскрытии ларца, после которой Николай II вернулся очень опечаленным. И второй о том, как Николай II чуть не погиб в 1903 году от случайного картечного выстрела, но проявил абсолютной спокойствие, заявив спутникам: «До 1918 года я ничего не боюсь».
Однако, согласно исследованию В. А. Семёнова, заместителя директора ГМЗ «Гатчина» по научной работе, никаких упоминаний о посещении Гатчинского дворца в этот период не содержится ни в камер-фурьерском журнале, ни в дневниках императора Николая II.

## Историческая реальность Авеля и происхождение предсказаний
До нашего времени сохранился оригинал Дела Министерства юстиции Российской империи 1796 года: 17 марта 1796 года Министерством юстиции Российской империи было заведено «Дело о крестьянине вотчины Л. А. Нарышкина именем Василий Васильев, находившемся в Костромской губернии в Бабаевском монастыре под именем иеромонаха Адама, а потом назвавшегося Авелем и о сочиненной им книге, на 67 листах». Оригинал этого Дела сохранился до нашего времени и находится в Российском Государственном архиве древних актов. В этом деле 1796 года он обвинялся как раз в распространении своей книги пророчеств.
Другим первоначальным источником сведений об Авеле является не подписанная статья «Предсказатель монах Авель» в журнале «Русская старина», выпущенном в 1875 году (т. 1/7, с. 415—432), причём в статье содержались лишь пророчества, касавшиеся начала XIX века. Последующие публикации пересказывают статью, иногда дополняя её без указания источников дополнительной информации. Автор этой статьи 1875 года утверждает, что «все пророчества Авеля сбылись» со ссылкой на «Чтенія Имп. общ. исторіи и древностей россійских» 1863 г., книга IV, с. 217—222.
Существуют также воспоминания Алексея Петровича Ермолова, записанные родственником будущего героя войны на Кавказе, а также «Записки» Энгельгардта. Однако все эти источники отличаются ненадёжностью, а сообщаемые ими сведения по своему характеру напоминают легендарный сюжет с предсказаниями недоверчивому монарху.
Все другие печатные сообщения о якобы предсказанных им событиях появились позже самих этих событий. Большинство «предсказаний» сформировалось в эмигрантских кругах в 1920-е годы (в частности, они появляются в одной из статей П. Н. Шабельского-Борка). Пополнение текстов продолжилось в 1990-е, пишет православный толкователь Николай Каверин, не отрицая полностью существования Авеля, а лишь доказывая наличие сторонних добавлений в приписываемые ему пророчества и указывая на формирование за счёт подобных действий «ереси царебожия», главным грехом которой называется уравнивание Николая II с Христом.
Современные историки и православные богословы считают «предсказания Авеля» доказанной фальшивкой.